# Nähknecht

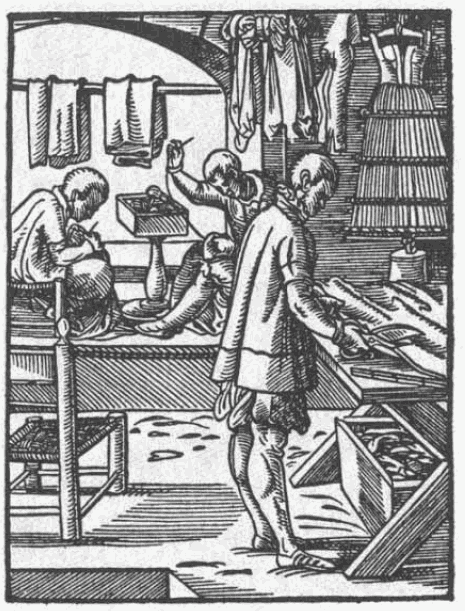
Schneider mit Gehilfen. Aus: Ständebuch, 1568

Der Nähknecht war seit etwa 900 n. Chr. bis in die Mitte des 19. Jahrhunderts der nur angelernte Gehilfe des Schneiders und des Wäscheschneiders. Die Tätigkeit verschwand etwa zwischen 1830 und 1850 schlagartig mit der Erfindung der Nähmaschine.
Die Arbeit in einer Schneiderei gliederte sich wie folgt: Der Meister, der vor der Zunft seine Meisterprüfung abgelegt hatte, führte den Betrieb, erledigte Ein- und Verkauf, nahm Maß und vieles mehr. Der gewanderte Geselle (Altgeselle), der den, damals eher experimentellen, Zuschnitt erlernt hatte, durfte die Stoffe zuschneiden. Der Junggeselle, der auf der Wanderschaft war, arbeitete mit Nadel, Bügeleisen, Elle und Kreide an Stoff, Futter und Einlage.
Die gelernten Gesellen wurden gebraucht, um zu unterschlagen, staffieren, pikieren und um sonstige qualifizierte, Wissen, Gefühl und Erfahrung erfordernde Arbeiten auszuführen. Es fallen bei der Arbeit auch viele einfache lange Nähte an, wie Seitennähte, Hosennähte, Ärmelnähte usw., die keine hohen Ansprüche an den Ausführenden stellen. 
Seit dem Frühmittelalter war es aus Kostengründen daher üblich, schwächliche oder körperlich oder geistig behinderte Jungen als Nähknechte zu beschäftigen. Die Nähknechte gingen den Gesellen zur Hand und erleichterten ihnen die Arbeit. Sie lernten lediglich den Umgang mit Nähring und Nadel, um lange Nähte zu schließen. Diese stark beanspruchten Nähte wurden im Rückstich (Hinterstich) ausgeführt.
Um Platz zu sparen, saßen die Nähknechte im Gegensatz zu den Schneidern oft im sogenannten Schneidersitz mit untergeschlagenen Beinen mitten auf dem Arbeitstisch. Eigenartigerweise erhielt sich dieses Zerrbild bis heute als Sinnbild für den mühsam sein karges Brot erarbeitenden Schneider.
Mit dem Aufkommen der ersten Nähmaschinen und dem Verfall der Preise für Handwerksarbeit verschwand dieser Beruf binnen weniger Jahre.